# Pojorâta

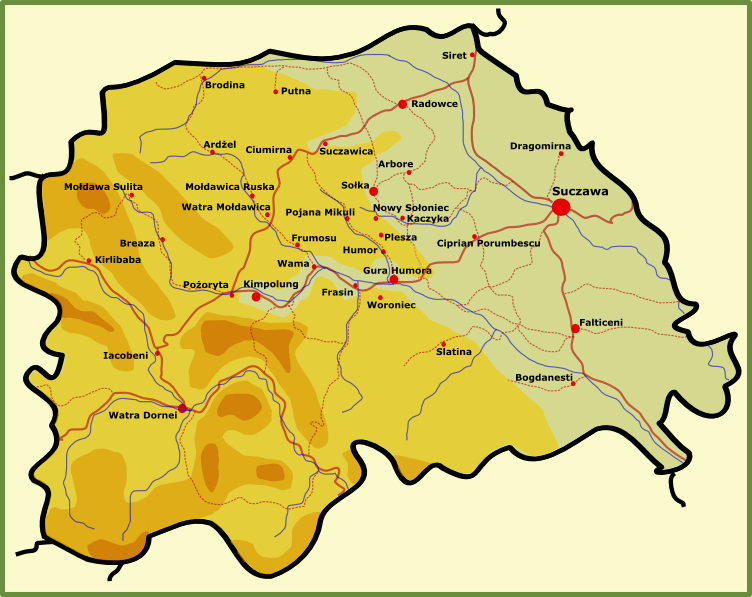
Bukowina południowa

Pojorâta – wieś w Rumunii, w okręgu Suczawa, w gminie Pojorâta. W 2011 roku liczyła 2592 mieszkańców. Miejscowość jest położona na południowej Bukowinie (Rumunia), tuż przed dopływem rzeki Putna do Mołdawy.
Ujście Putny do Mołdawy stanowi również rozwidlenie dróg biegnących z Kimpulunga Mołdawskiego na zachód. W kierunku północno-zachodnim, wzdłuż doliny Mołdawy, drogi biegną do Breazy i Moldova-Sulița. W kierunku południowo-zachodnim, wzdłuż doliny Putny, pnie się kolei i szosa do Iacobeni i Vatra Dornei. W Pojorâta mieszka kilkanaście rodzin niemieckich, głównie katolickich i dwie protestanckie. Kilkanaście rodzin to Rusini i Ukraińcy. Dziesięć rodzin to osiadli Romowie. W Pojorâta jest kościół, cerkiew i kirsza. Znajduje się tu biblioteka ze zbiorem książek rumuńskich i niemieckich. Dwie szkoły podstawowe (cztero- i ośmioklasowa). Dogodne połączenia dzięki autobusom i kolei. W okolicy jest kamieniołom. 

Dzisiejszy okręg Suczawa, z zaznaczoną Bukowiną południową